# Metropolia Barquisimeto
Metropolia Barquisimeto – metropolia rzymskokatolicka w Wenezueli utworzona 30 kwietnia 1966 roku.

## Diecezje wchodzące w skład metropolii
- Archidiecezja Barquisimeto
  - Diecezja Acarigua–Araure
  - Diecezja Carora
  - Diecezja Guanare
  - Diecezja San Felipe

## Biskupi
- Metropolita: abp Polito Rodríguez Méndez (od 2024) (Barquisimeto)
- Sufragan: bp Gerardo Ernesto Salas Arjona (od 2022) (Acarigua)
- Sufragan: bp Carlos Enrique Curiel Herrera (od 2021) (Carora)
- Sufragan: bp Oswaldo Enrique Araque Valerio (od 2023) (Guanare)
- Sufragan: bp Rubén Gregorio Delgado Carmona (od 2024) (San Felipe)

## Główne świątynie metropolii
- Katedra Matki Boskiej z Góry Karmel w Barquisimeto
- Bazylika Jezusa Chrystusa Łaskawego w Barquisimeto
- Katedra Matki Boskiej z Corteza w Acarigua
- Katedra św. Jana Chrzciciela w Carora
- Bazylika katedralna Matki Boskiej z Coromoto w Guanare
- Sanktuarium Matki Boskiej z Coromoto w Sangenarodeboconoito
- Katedra św. Filipa Apostoła w San Felipe
- Katedra Najświętszego Serca w Villarrica